# Etheostoma luteovinctum
The redband darter (Etheostoma luteovinctum) là một loài cá thuộc họ Percidae. Nó là loài đặc hữu của Hoa Kỳ.